# Viação Acari
 Viação Acari foi uma empresa brasileira de transporte coletivo urbano da cidade do Rio de Janeiro, sendo uma das concessionárias municipais filiadas ao Rio Ônibus e à Fetranspor. A empresa foi fundada em 1962 e, apesar do nome, estava sediada em Cascadura, próximo a Engenheiro Leal.
Sua pintura apresentava as cores branco, azul-escuro, vermelho, laranja e amarelo antes da padronização imposta pelo poder público municipal, em 2010. A empresa fazia parte dos consórcios Internorte e Transcarioca.
Em 28 de abril de 2021, comunicou o Sindicato dos Rodoviários Rio (Sintraturb) que deixará de circular, em caráter definitivo. A Secretaria Municipal de Transportes do Rio de Janeiro (SMTR) ainda não foi notificada e a Rio Ônibus indicou que não há definição sobre quais empresas irão substituir as linhas e nem quais serão extintas.